# Caleb Timu

a Compétitions nationales et continentales officielles uniquement.

b Matchs officiels uniquement.
Dernière mise à jour le 4 mars 2025.
Caleb Timu est né le 22 février 1994 à Auckland (Nouvelle-Zélande). C'est un joueur de international australien de rugby à XV, également ancien joueur de rugby à XIII. Il joue principalement au poste de troisième ligne centre.

## Biographie
Caleb Timu est né à Auckland en Nouvelle-Zélande, d'une famille d'origine samoane, mais émigre en Australie alors qu'il est âgé de quatre ans. Il suit ensuite son cursus scolaire, et commence la pratique du rugby, dans la ville de Brisbane dans le Queensland. Il déclare plus tard se sentir pleinement australien.
Dans sa jeunesse, il commence par jouer au rugby à XV, et joue avec la sélection du Queensland qui remporte le championnat national scolaire en 2011. La même année, il joue également avec la sélection scolaire australienne (en),.
Il décide ensuite de passer au rugby à XIII, et il rejoint l'académie des Brisbane Broncos. Avec l'équipe junior, il joue au poste de deuxième ligne et dispute la National Youth Competition en 2012 et 2013. En 2012, grâce à ses performances, il nommé dans l'équipe type de la compétition. Il joue également avec l'équipe junior de la sélection du Queensland en 2012 et 2013,.
En 2013, malgré un début de carrière prometteur, il décide de mettre de côté le sport de haut niveau pour devenir missionnaire mormon pour une mission de deux ans. Il est alors envoyé dans sa ville natale d'Auckland, ainsi que dans les îles Cook, où il prêche et assiste la population.
Après cette parenthèse de deux ans et demi, il retourne jouer au rugby à XIII, et fait son retour à la compétition avec les Souths Logan Magpies en Queensland Cup en 2016. Parallèlement, il signe à nouveau avec les Brisbane Broncos, mais ne dispute aucun match de NRL,.
À l'issue de la saison 2016 de NRL, il décide de retourner vers le rugby à XV, et signe un contrat de deux saisons avec la franchise de Super Rugby des Queensland Reds, qui l'engage pour le faire jouer au poste de troisième ligne centre. En avril 2016, lors d'un entrainement avec le club amateur de Sunnybank (Queensland Premier Rugby), il se blesse gravement aux ligaments du genou, l'écartant de la compétition pour une durée de six mois. Pendant sa rééducation, et avant le début du Super Rugby, il est contraint de trouver un emploi de chauffeur afin de pouvoir nourrir sa famille. Il fait ses débuts avec les Reds à la fin de la saison 2017, le 7 juillet 2017 contre les Brumbies.Il ne dispute que deux rencontres lors de cette première saison. Il joue également avec Queensland Country en NRC à partir de la saison 2017, aidant activement son équipe à remporter la compétition dès sa première saison au club. 
Il s'impose comme un cadre de la franchise de Brisbane lors de sa seconde saison en jouant quatorze matchs, et se fait remarquer pour ses qualités de puissance et de défense,. Il prolonge ensuite son contrat avec les Reds pour une saison supplémentaire.
Il est sélectionné pour la première fois avec les Wallabies en juin 2018 par le sélectionneur Michael Cheika,. Il obtient sa première cape internationale avec l'équipe d'Australie le 9 juin 2018 à l’occasion d’un test-match contre l'équipe d'Irlande à Brisbane.
Lors de la saison 2019 de Super Rugby, il dispute les trois premiers matchs de la saison avant de se faire suspendre pour cinq matchs, en raison d'un carton rouge reçu pour une bagarre lors d'un match de Queensland PR joué avec Souths Rugby. Il fait son retour à la compétition en mai 2019, lorsqu'il est aligné sur le banc lors de la rencontre contre les Melbourne Rebels.
En juin 2019, il est annoncé qu'il rejoint le club français du Montpellier HR à partir de la saison 2019-2020. Avec le club héraultais, malgré la concurrence de Louis Picamoles, il obtient un temps de jeu conséquent grâce à sa puissance physique et sa polyvalence,. Malgré ses performances, il n'est pas conservé au terme de son contrat en juin 2021, le MHR souhaitant en effet franciser son effectif. Sans club, Timu décide alors de mettre un terme à sa carrière professionnelle à l'âge de 27 ans.
Après une année sans jouer, il décide de faire son retour à la compétition, et s'engage avec l'Union Bordeaux Bègles pour la saison 2022-2023 de Top 14.
En juillet 2023, il signe un contrat de joker Coupe du monde pour l'ASM Clermont Auvergne,. Il y retrouve Christophe Urios, entraîneur qui l'a recruté à Bordeaux la saison précédente. Utilisé à quatre reprises lors du début de saison, il quitte ensuite le club au terme de son contrat en novembre 2023,.
Après son départ de Clermont, il reste sans club jusqu'à la fin de la saison en cours, puis s'engage pour deux ans avec Colomiers Rugby en Pro D2, à compter de la saison 2024-2025.

## Palmarès

### En club
- Vainqueur du NRC en 2017 avec Queensland Country.

## Statistiques
Caleb Timu compte 2 capes en équipe d'Australie, dont deux en tant que titulaire, depuis le 9 juin 2018 contre l'équipe d'Irlande à Brisbane. Il n'a inscrit aucun point.